# Biedaczek
Biedaczek – osada w Polsce, w województwie pomorskim, w powiecie starogardzkim, w gminie Kaliska w kompleksie Borów Tucholskich.
Do 2023 miejscowość była osadą wsi Piece.
Osada należy do sołectwa Piece.
W skład osady wchodzą zaledwie cztery oddzielne zabudowania gospodarskie.
W latach 1975–1998 miejscowość położona była w województwie gdańskim.
Po II wojnie światowej w okolicach miejscowości prowadziły aktywną działalność zbrojną oddziały poakowskiej antykomunistycznej partyzantki "Łupaszki".
Obecnie w bezpośrednim sąsiedztwie osady oraz drogi krajowej 22, prowadzi się prace ziemne, związane z wydobyciem żwiru, głównie na potrzeby budowy dróg.